# Leptodictya
Leptodictya is een geslacht van wantsen uit de familie van de Tingidae (Netwantsen). Het geslacht werd voor het eerst wetenschappelijk beschreven door Carl Stål in 1873.

## Soorten
Het genus bevat de volgende soorten:

- Leptodictya approximata (Stål, 1858)
- Leptodictya archboldi Froeschner, 1968
- Leptodictya austrina Drake & Hambleton, 1939
- Leptodictya bambusae Drake, 1918
- Leptodictya bifasciata Knudson, 2018
- Leptodictya bredini Froeschner, 1968
- Leptodictya championi Drake, 1928
- Leptodictya chrysoptera Knudson, 2018
- Leptodictya circumcincta Champion, 1897
- Leptodictya colombiana Drake, 1928
- Leptodictya comes Drake & Hambleton, 1938
- Leptodictya comitis Drake & Hambleton, 1938
- Leptodictya cretata Champion, 1897
- Leptodictya decor Drake & Hambleton, 1945
- Leptodictya decoris Drake & Hambleton, 1945
- Leptodictya dilatata Monte, 1942
- Leptodictya dohrni (Stål, 1858)
- Leptodictya dola Drake & Hambleton, 1939
- Leptodictya ecuadoris Drake & Hambleton, 1945
- Leptodictya elitha Drake & Ruhoff, 1962
- Leptodictya evidens Drake, 1928
- Leptodictya faceta Monte, 1943
- Leptodictya formosatis Drake, 1928
- Leptodictya formositis Drake, 1928
- Leptodictya fraterna Monte, 1941
- Leptodictya fuscipes Froeschner, 1989
- Leptodictya fuscocincta (Stål, 1858)
- Leptodictya galerita Drake, 1942
- Leptodictya gigas Knudson, 2018
- Leptodictya grandatis Drake, 1931
- Leptodictya intermedia Monte, 1943
- Leptodictya kabuto Knudson, 2018
- Leptodictya laidis Drake & Hambleton, 1945
- Leptodictya leinahoni (Kirkaldy, 1905)
- Leptodictya lepida (Stål, 1858)
- Leptodictya litigiosa Monte, 1940
- Leptodictya lucida Drake & Hambleton, 1945
- Leptodictya luculenta Drake, 1928
- Leptodictya madelinae Drake, 1928
- Leptodictya madra Drake & Hambleton, 1939
- Leptodictya nema Drake & Hambleton, 1939
- Leptodictya nicholi Drake, 1926
- Leptodictya nigra Monte, 1941
- Leptodictya nigrosis Drake & Hambleton, 1945
- Leptodictya nota Drake & Hambleton, 1939
- Leptodictya ochropa (Stål, 1858)
- Leptodictya olyrae Drake, 1931
- Leptodictya parilis Drake & Hambleton, 1945
- Leptodictya paspalii Drake & Hambleton, 1934
- Leptodictya paulana Drake & Hambleton, 1944
- Leptodictya perita Drake, 1935
- Leptodictya plana Heidemann, 1913
- Leptodictya porrasae Knudson, 2018
- Leptodictya simulans Heidemann, 1913
- Leptodictya sinaloana Drake, 1954
- Leptodictya socorrona Drake, 1948
- Leptodictya sodalatis Drake, 1928
- Leptodictya solita Drake & Hambleton, 1938
- Leptodictya tabida (Herrich-Schaeffer, 1840)
- Leptodictya tegeticula Monte, 1943
- Leptodictya venezolana Monte, 1940
- Leptodictya veroae Knudson, 2018
- Leptodictya vulgata Drake, 1928
- Leptodictya williamsi Drake, 1928